# Amaza Lee Meredith

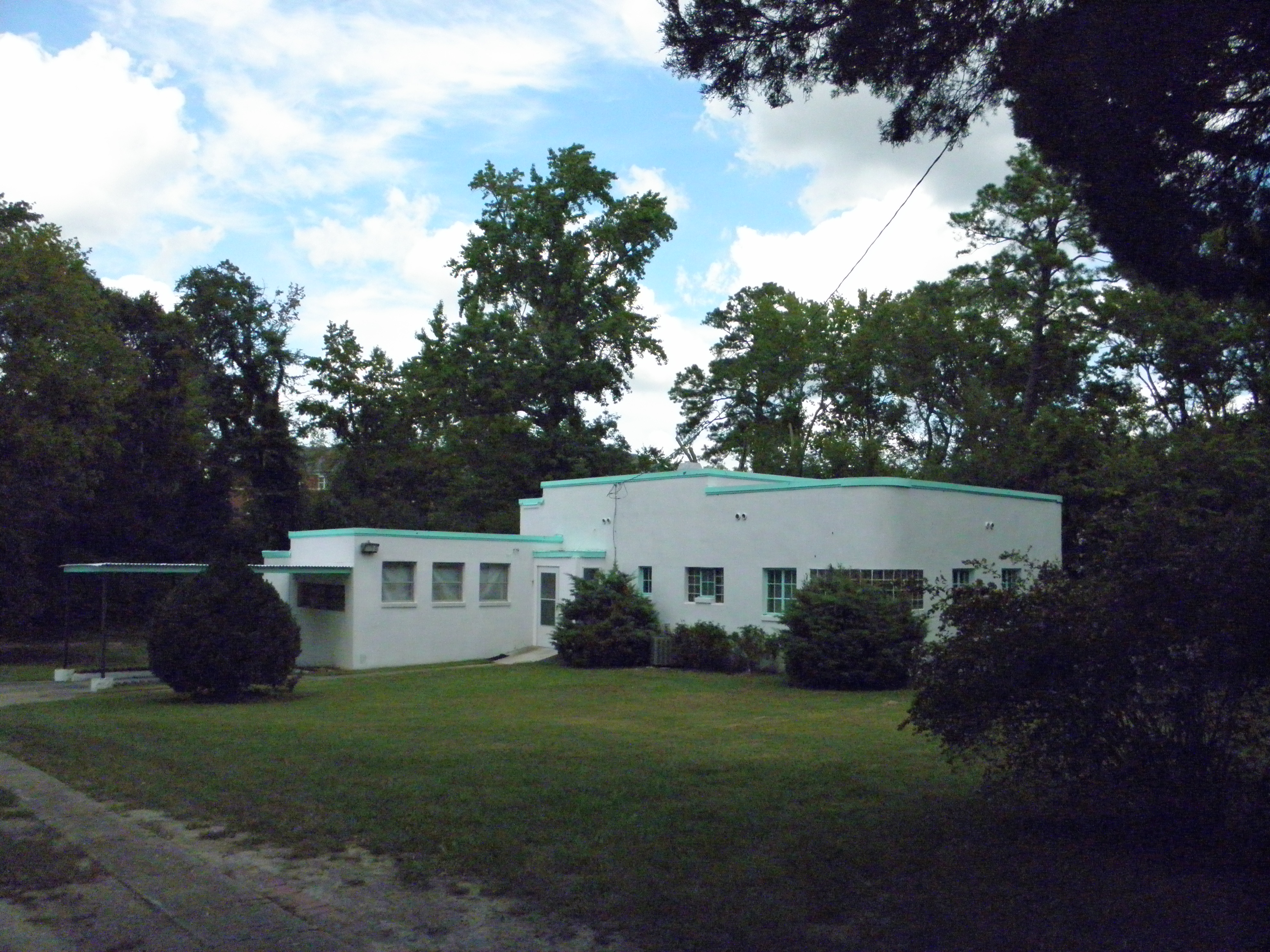
Azurest South, residencia de Amaza Meredith (1939)

Amaza Lee Meredith (14 de agosto de 1895-1984) fue una arquitecta, educadora y artista afroestadounidense. Meredith fue incapaz de introducirse en la profesión de arquitecta debido a "su carrera y su sexo" y trabajó principalmente como profesora de arte en la Universidad Estatal de Virginia, donde fundó el Departamento de Arte. Es más conocida por su residencia, Azurest South, donde ella y su compañera, Edna Meade Colson, residieron juntas.

## Biografía
Meredith nació en Lynchburg, Virginia. Su padre, Samuel Peter Meredith, era blanco, y era también un constructor de peldaño maestro. Su madre, Emma Kennedy era negra, así que a sus padres se les prohibió casarse en Virginia por leyes anti-mestizaje de Estados Unidos. Finalmente, sus padres viajaron a Washington D.C. para casarse. No mucho tiempo después de su matrimonio, su padre empezó a perder poder empresarial, "aparentemente a raíz del matrimonio" y se suicidó comprometido en 1915.
Meredith empezó a enseñar en una escuela unitaria en Indian Rock después de completar el instituto. Más tarde,  vuelve a Lynchburg y cursa la escuela elemental, antes de regresar a la universidad. En 1922,  asistió al Virginia State Normal and Industrial Institute, y después, enseñó en el Instituto Dunbar durante seis años. En 1926, se traslada a Brooklyn, Nueva York, donde asistió a la universidad de Profesores de la Universidad de Columbia. Estudió bellas artes, recibiendo un graduado de bachillerato en 1930 y su graduado de maestra en 1934. Ella entonces regresó a Virginia donde funda el Departamento de Artes de la Universidad Estatal de Virginia en 1935.
A pesar de no tener ninguna formación formal en arquitectura, Meredith diseñó muchas casas para familiares y amigos en Virginia, Nueva York y Texas. Su primer edificio fue Azurest South, el cual estuvo completado en 1939 y fue diseñado "por dentro y por fuera" completamente por Meredith. Ella y su compañera, Colson, se mudaron juntas y fue su residencia primaria para el resto de sus vidas. Azurest South está considerado un ejemplo raro del estilo Internacional de Virginia y muestra su interés en el diseño de vanguardia. Meredith también utilizó Azurest South como su estudio de arte propio. Meredith era activa a la hora de documentar su estilo de vida y logros en Azurest a través de fotografías.
En 1947, Meredith empezó a desarrollar una subdivisión de parcela en Sag Harbour llamada Azurest North. Azurest North fue creado para ser utilizado por su familia y amigos. Para desarrollar Azurest North, ella y sus amigos crearon un grupo, llamado Azurest Syndicate, el cual trabajó para crear una comunidad de ocio afroestadounidense. Las parcelas fueron vendidas a inversores quiénes construyeron cottages en Sag Harbour. Terry Cottage y Edendot fueron ambos diseñados por Meredith.
En 1958,  se retira de la enseñanza. Continúa diseñando edificios y haciendo pinturas durante la década de 1960. En los 70, Meredith diseñó logotipos para ser utilizados en un cambio de nombre propuesto para la Asociación Nacional para el Avance de la Gente de Color (NAACP). Meredith murió en 1984. 